# Imbrius ephebus
Imbrius ephebus är en skalbaggsart som beskrevs av Francis Polkinghorne Pascoe 1866. Imbrius ephebus ingår i släktet Imbrius och familjen långhorningar. Inga underarter finns listade i Catalogue of Life.